# Kopf hoch, Charly!
Kopf hoch, Charly! è un film muto del 1927 diretto da Willi Wolff, Il regista ne firma anche la sceneggiatura - basata su un romanzo di Ludwig Wolff - insieme a Robert Liebmann. Protagonista della storia era l'attrice Ellen Richter, produttrice del film. In un piccolo ruolo, appare anche una giovane Marlene Dietrich.

## Produzione
Il film fu prodotto dalla Ellen Richter Film GmbH, Berlin. Venne girato ad Amburgo, New York e Parigi

## Distribuzione
Il film, distribuito dalla Paramount-Ufa-Metro-Verleihbetriebe GmbH (Parufamet), uscì nelle sale cinematografiche tedesche con il visto di censura rilasciato in data 10 novembre 1926. La prima proiezione si tenne il 18 marzo 1927 a Berlino.